# Triton Knoll
Triton Knoll är ett grund i Storbritannien. Det ligger i Nordsjön, 33 km utanför Lincolnshires kust och 220 km norr om London. Planering pågår för en vindkraftpark i området.